# Угашик (река)
Угашик (англ. Ugashik River) — река на юго-западе штата Аляска, США.
Берёт начало вытекая из группы озёр Угашик и несёт свои воды в залив Угашик, который является частью Бристольского залива Берингова моря. Течёт преимущественно в западном направлении. Река принимает два крупных притока и один меньший по размеру. Крупные притоки: Кинг-Салмон и Дог-Салмон, оба впадают в Угашик в непосредственной близости он её устья; меньший приток: Даго-Крик, впадает в Угашик в 6 км от Смоки-Пойнт — места, где встречаются залив Угашик и Бристольский залив. Длина реки составляет около 69 км.
Является местом нереста лососевых.
У устья реки расположен город Пайлот-Пойнт.